# 후지 래빗

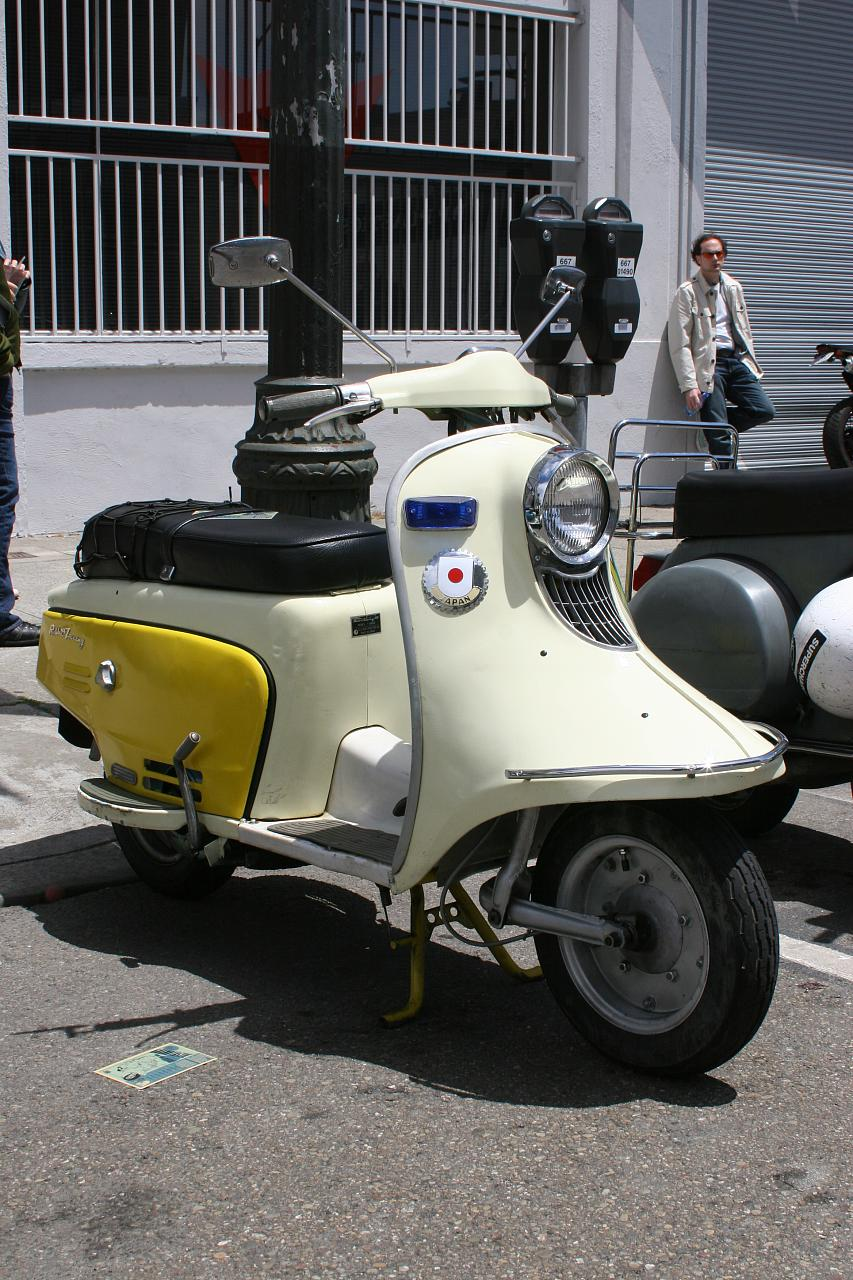
후지 투어링 150

후지 래빗(Fuji Rabbit, 일본어: 富士 ラビット)은 일본의 후지 중공업 주식회사가 1946년부터 1968년까지 생산한 스쿠터이다. 1946년 일본 본토에 진주한 미군 공수부대가 사용하던 파월 공업회사(Powell Manufacturing Company)의 스트림라이너(Streamliner) 스쿠터로부터 영감을 받아 첫 모델인 래빗 S-1이 생산되었으며, 앞바퀴로 폭격기의 꼬리 날개 랜딩 기어를 사용한 것으로 알려져 있다. 일본 자동차기술회는 후지 래빗 S-1을 일본의 자동차 기술 330선 중 하나로 꼽았다.